# Міністерство транспорту Ізраїлю
Міністерство транспорту і безпеки шляхів Ізраїлю (івр. משרד התחבורה והבטיחות בדרכים, Місрад га-тахбура ве-га-бетіхут ба-драхім) — урядова установа держави Ізраїль, яка займається питаннями транспортного сполучення та безпеки дорожнього руху в Ізраїлі. Міністерство забезпечує життєздатність транспортної інфраструктури як складової частини економічного зростання та розвитку Ізраїлю. Штаб-квартира міністерства знаходиться в Гіват-Рам, Єрусалим.